# Ameen Muhammad
Ameen Muhammad (* 12. Juli 1954 in Clarksdale, Mississippi als Curtis Chapman; † 27. Februar 2003 in Chicago) war ein US-amerikanischer Jazzmusiker (Trompeter, Perkussion, Muscheln), Musikpädagoge und Komponist, der im Umfeld des Association for the Advancement of Creative Musicians (AACM) in Chicago arbeitete.

## Leben und Wirken
Ameen Muhammad wuchs in der Tradition afroamerikanischer Kultur und ab seinem siebten Lebensjahr in Chicago auf. Nach einer Elektronik-Ausbildung am Wright Junior College arbeitete er zwei Jahrzehnte als Musiker und Komponist im New Horizons Ensemble seines Jugendfreundes Ernest Dawkins, auf dessen Alben der 1990er Jahre wie South Side Street Songs, Chicago Now (auf Silkheart) sowie Jo’burg Jump und Cape Town Shuffle auf Delmark er zu hören ist. Außerdem spielte er in Edward Wilkersons Shadow Vignettes und mit einer eigenen Formation, Ameen Muhammad and Chicago 3D, mit der er in den USA, Europa und Japan konzertierte, ferner mit dem Bassisten Yosef Ben-Israel und dem Saxophonisten Mwata Bowden. Er spielte auch in der Bigband von Tatsu Aoki (Roots: Origins of Now) und dem New Southern Quintet von Dennis González. Muhammad war daneben als Musikpädagoge tätig und entwickelte das Bildungsprogramm The Hip Trip, das im Bundesstaat Illinois vor mehr als zehntausend Menschen aufgeführt wurde und die Geschichte der Afroamerikaner in der Tradition der Great Black Music reflektiert. Auch komponierte er u. a. die Jazzoper Roots “N” “D” Blues.

Muhammad starb im Alter von 48 Jahren an einem Herzinfarkt. Ihm zu Ehren veröffentlichte Ernest Dawkins 2004 das Album Mean Ameen.